# حماض تفه
الحُمَّاض التَفِه، واسمه العلمي Rumex conglomeratus، هو نوع من الحُمَّاض.